# Dopplung (Metallurgie)
Als Dopplung bezeichnet man einen Fehler im Walzstahl in Form einer Aufspaltung des Werkstoffes. Sie entsteht durch Hohlräume im gegossenen Halbzeug, besonders durch Lunker. Bei der späteren Weiterverarbeitung – etwa durch Schmieden oder Walzen – werden diese Hohlräume flach gedrückt.
Die Dopplung liegt bei Blechen in der Mitte des Querschnitts, bei Schienen im Schienenkopf und bei Doppel-T-Trägern im Steg.
Bleche, in denen Dopplungen vorhanden sind, eignen sich eher nicht für die schweißtechnische Weiterverarbeitung. Hierbei können Unregelmäßigkeiten im Bereich der Nahtvorbereitung auftreten. Des Weiteren sind Dopplungen Schwachstellen in einer Schweißkonstruktion, so kommt es z. B. zum Versagen der Schweißnaht, wenn diese in Z-Richtung belastet wird. Deswegen sollte vermieden werden, in Bereichen von Dopplungen zu schweißen.
Solche Fehler in der Struktur des Materials können Schwachstellen in statisch wichtigen Bereichen eines Profils bedeuten. Allerdings können Halbzeuge wie Bleche und Profile durch Prüfverfahren mit Wasserspaltankopplung, die auf Ultraschall beruhen, vollautomatisch und sicher auf Dopplungen überprüft werden.